# 掌叶石蚕
掌叶石蚕（学名：Rubiteucris palmata）为唇形科掌叶石蚕属下的一个种。